# Curtiss R2C
O Curtiss R2C foi uma aeronave de corrida designada para a Marinha dos Estados Unidos pela Curtiss em 1923. Ele era um biplano monoposto com uma fuselagem monocoque de asas escalonadas de baia única de extensão desigual apoiadas com suportes em "I". A aerodinâmica avançada da aeronave apresentava uma asa superior montada diretamente no topo da fuselagem e radiadores montados na superfície para resfriar o motor. A aeronave foi designada e construída para uso em terra sob a designação da Marinha de R2C-1, do qual dois exemplares foram produzidos. Um foi convertido em um hidroavião de flutuadores esta versão ficou conhecida como R2C-2 no ano seguinte.

## História operacional
Os R2C-1 entraram na corrida Pulitzer Trophy de 1923, e levaram o primeiro e o segundo lugares, pilotados pelos Lt jg Al Williams e o Lt Harold Brow em velocidades médias de 392,16 quilômetros por hora (244 milhas por hora) e 389,11 quilômetros por hora (242 milhas por hora). No final do ano Brow levou um dos R2C-1 à 417,06 quilômetros por hora (259 milhas por hora) e estabeleceu um novo recorde mundial de velocidade no ar. Em 4 de novembro de 1923 o Lieutenant Alford J. Williams, Jr., da Marinha dos Estados Unidos, estabeleceu o recorde mundial de velocidade no ar sobre um curso de 3 quilômetros da Fédération Aéronautique Internationale (FAI), com a velocidade de 429,03 quilômetros por hora (267 milhas por hora). (FAI Record File Number 8753) A segunda aeronave foi vendido pouco depois para o Exército dos Estados Unidos pela soma simbólica de $ 1. O exército o designou como R-8 e pretendia competir com a aeronave contra a Marinha na Corrida do Pulitzer Trophy de 1924 em Fairfield, Ohio, mas foi destruída em um acidente durante o treinamento pouco antes da competição matando o piloto, primeiro-tenente Alexander Pearson Jr.
O R2C remanescente teve seu trem de pouso com rodas substituído por flutuadores durante 1924 em preparação para a corrida do Schneider Trophy daquele ano, mas o evento foi cancelado devido à falta de competidores. Como estava, a aeronave ganhou o Pulitzer Trophy daquele ano na classe de hidroaviões com uma velocidade média de 364,9 quilômetros por hora (227 milhas por hora). A aeronave terminou seus dias treinando pilotos para as corridas do Schneider Trophy de 1925 e 1926.